# Das russische Wunder
Pour plus de détails, voir Fiche technique et Distribution.
Das russische Wunder (en français Le Miracle russe) est un documentaire est-allemand réalisé par Annelie Thorndike, Andrew Thorndike, Klaus Alde, Manfred Krause, Richard Cohn-Vossen sorti en 1963.

## Synopsis
Le film raconte l'histoire de la Russie, de l'Empire russe à l'Union soviétique. Elle se termine en 1961 avec Vostok 1, le premier vol spatial habité au monde.

## Fiche technique
- Titre : Das russische Wunder
- Réalisation : Annelie Thorndike, Andrew Thorndike, Klaus Alde, Manfred Krause, Richard Cohn-Vossen assistés de Joachim Hadaschik
- Scénario : Joachim Hadaschik, Richard Cohn-Vossen, Klaus Alde, Andrew Thorndike, Annelie Thorndike, Manfred Krause
- Musique : Paul Dessau
- Photographie : Sergueï Kisseljov, Vladimir Kopalin, Wolfgang Randel, Alexander Kotschetkov, Peter Süring, Ernst Oeltze, Vera Kunstmann
- Son : Georg Gutschmidt, Rolf Rolke, Werner Klein, Harry Heinke
- Montage : Christa Bramann, Renate Cohn-Vossen
- Société de production : DEFA Studio für Wochenschau und Dokumentarfilme (Berlin-Johannisthal/Ost)
- Société de distribution : Progress Film-Verleih
- Pays de production :  Allemagne de l'Est
- Langue : allemand
- Format : Noir et blanc - 1,33:1 - mono - 35 mm
- Genre : Documentaire
- Durée : 231 minutes
- Dates de sortie :
  - Allemagne de l'Est : 7 mai 1963

## Distribution
- Wolfgang Heinz : narrateur
- Helmut Müller-Lankow (de) : narrateur
- Günter Grabbert (de) : narrateur
- Walter Niklaus (de) : narrateur
- Fred Düren (de) : narrateur
- Günther Simon : narrateur
- Horst Drinda (de) : narrateur
- Lotte Loebinger (de) : narratrice
- Wolfgang Langhoff : narrateur

## Production
Le documentaire est traduit en 16 langues et vu par plus de 130 millions de personnes dans 77 pays.

## Récompenses
- 1963 : Prix Lénine[2]
- 1963 : Prix international de la paix[2]
- 1963 : Prix national de la République démocratique allemande pour Andrew Thorndike et Annelie Thorndike
- 1964 : Prix Heinrich-Greif pour Andrew Thorndike et Annelie Thorndike